# Partido Popular (Espanha)

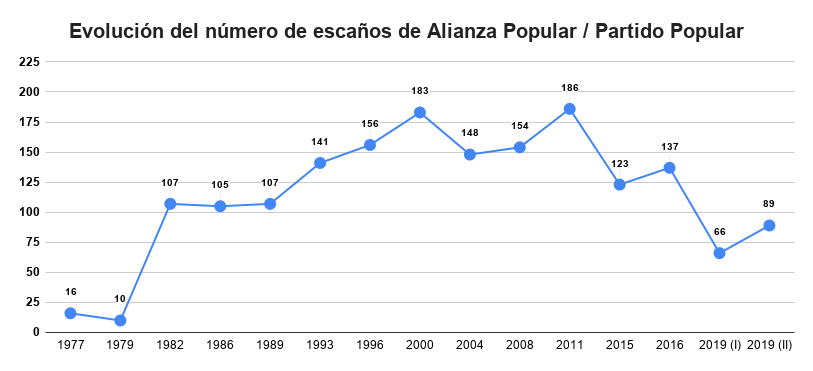
Evolução das cadeiras obtidas por Aliança Popular (1977–1986) e pelo Partido Popular (1986–2008) nas eleições gerais da Espanha.

O Partido Popular (PP) é um partido político conservador de Espanha fundado em 1989. Segundo as suas próprias estimativas, conta com 707.000 afiliados.
Este partido tem a sua origem em Aliança Popular, quando se uniu com o Partido Democrata Popular e Partido Liberal Espanhol em 1989. É um dos dois partidos majoritários da Espanha, junto com o Partido Socialista Operário Espanhol, de âmbito estatal com representação nas Cortes Generales.
Faz parte do Partido Popular Europeu (PPE), da Internacional Democrata Centrista (IDC), e da União Internacional Democrata (IDU). Sua organização juvenil são as Nuevas Generaciones (NNGG).
No Congresso Nacional de 2022, Alberto Núñez Feijóo foi apontado como presidente do partido.

## História

### Etapas anteriores (predecessores) (1976–1989)

#### Aliança Popular (1976)
Aliança Popular (AP) foi fundada a 9 de Outubro de 1976, como uma federação de pequenos partidos conservadores, alguns liderados por antigos dirigentes do franquismo.
Nas primeiras eleições da Transição democrática, em 1977, AP obteve uns discretos resultados eleitorais com 8,2% dos votos e 16 cadeiras.

#### Coligação Democrática (1979)
Após os discretos resultados de AP, foi formada uma nova coligação para as eleições de 1979, às quais se apresentou sob o nome de Coligação Democrática (CD). O candidato à presidência desta coligação foi Manuel Fraga. Obteve  resultados piores  que os conseguidos pelo seu predecessor AP, com  6% dos votos e 10 deputados.
Após as eleições de Março de 1979 demitiu Manuel Fraga, continuando na presidência de AP. No fim de 1979 foi renovada a organização da coligação com uma nova estrutura presidencial, escolhendo a Manuel Fraga como presidente e a Jorge Verstrynge como secretário geral. A 2 de Setembro de 1986, cessa como Secretario Geral Jorge Verstrynge por divergências ideológicas e é eleito no seu lugar Alberto Ruiz-Gallardón.

#### Coligação Popular (1982)
Após o afundamento da então governante União de Centro Democrático (UCD), Aliança Popular formou com alguns dos seus ramos (Partido Democrata Popular e Partido Liberal), a "Coligação Popular", que se tornaria em 1982 no primeiro partido da oposição, com 26% dos votos e 107 cadeiras. Similares resultados repetir-se-iam nas eleições de 1986, embora descesse a 105 deputados.
No referendum sobre a permanência da Espanha na OTAN celebrado em 1986 AP propugnou a abstenção ou o voto em branco. Em Dezembro desse mesmo ano, e após o insucesso de Aliança Popular nas eleições autonômicas do País Basco celebradas o mês anterior, Manuel Fraga Iribarne apresentou a sua demissão como presidente de Aliança Popular.
Após um congresso extraordinário em fevereiro de 1987, a candidatura de Miguel Herrero y Rodríguez de Miñón é recusada em favor da de Antonio Hernández Mancha.

## Partido Popular (de 1989)

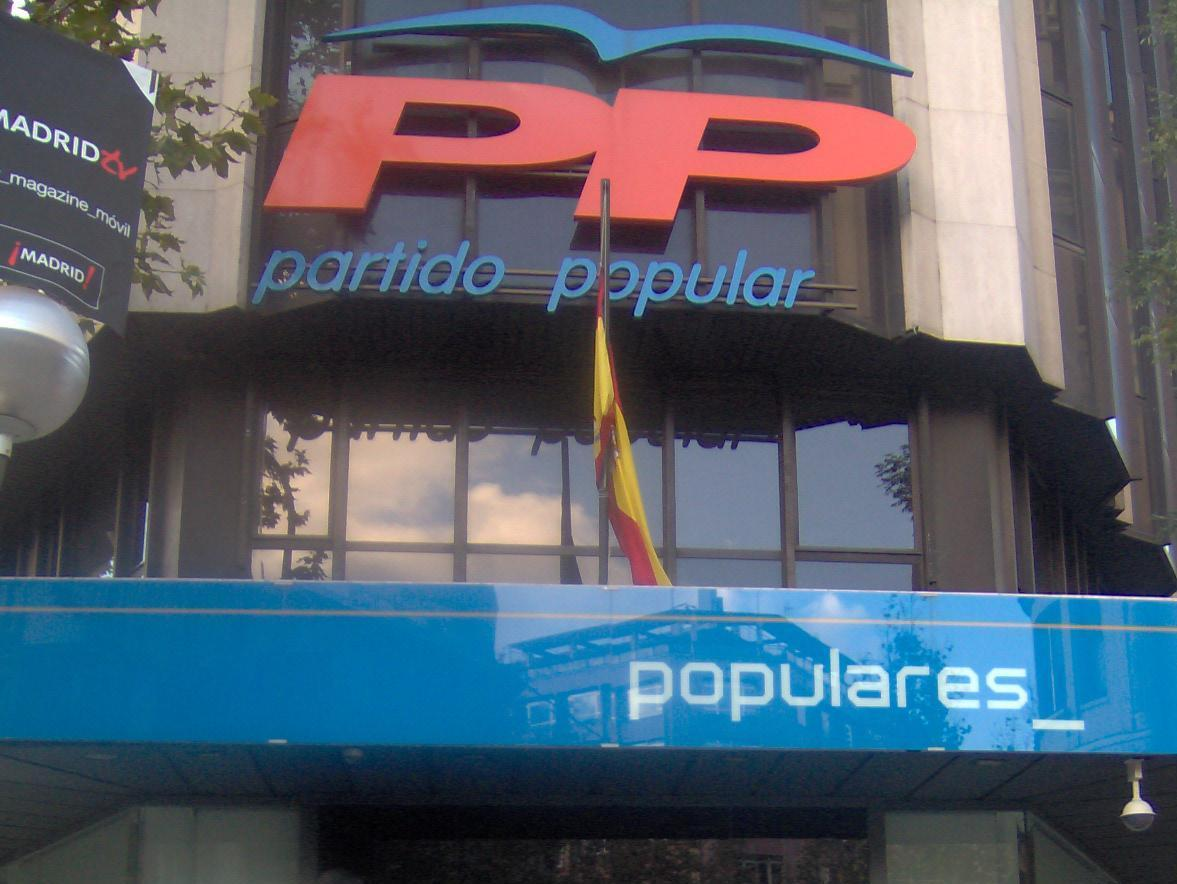
Balcão da sede do Partido Popular, em Madrid

Após a demissão de Manuel Fraga, e as sucessivas vitórias do PSOE nas eleições gerais de 1982 e 1986, Aliança Popular entrou numa profunda crise. Fraga tomou então de novo as rédeas e, no congresso de Janeiro de 1989,  foi refundado como partido único, constituindo-se o novo Partido Popular, que afiançou os traços liberais de AP e reduziu em certa medida os conservadores. Fraga foi o primeiro presidente do partido, com Francisco Álvarez-Cascos como secretário geral.
Pouco depois, a 4 de Setembro de 1989, José María Aznar (então presidente da Junta de Castela e Leão) foi eleito candidato para as eleições gerais, por sugestão do próprio Fraga. Em Abril de 1990, Aznar tornou-se presidente do partido. Fraga, pouco tempo depois, é nomeado “presidente fundador “.

### Os anos de governo (1996–2004)

#### VI legislatura
O PP ganhou pela primeira vez com maioria simples as eleições gerais de 1996, obtendo 39,18% do total de votos e 156 cadeiras. Depois das eleições teve lugar um acordo entre partidos da direita, sendo José María Aznar investido presidente do governo com 181 votos a favor, superando a maioria absoluta (175), com o apóio de PNV 5 cadeiras, CiU 16 cadeiras e Coligação Canária 4 cadeiras .
O Partido Popular acedeu ao poder herdando uma situação política delicada após vários escândalos de corrupção e com uma economia com grandes problemas, com 2 335 425 pessoas sem emprego  (ao redor de 15%  da população ativa) em Abril de 1996, último mês de Governo socialista.
Economia

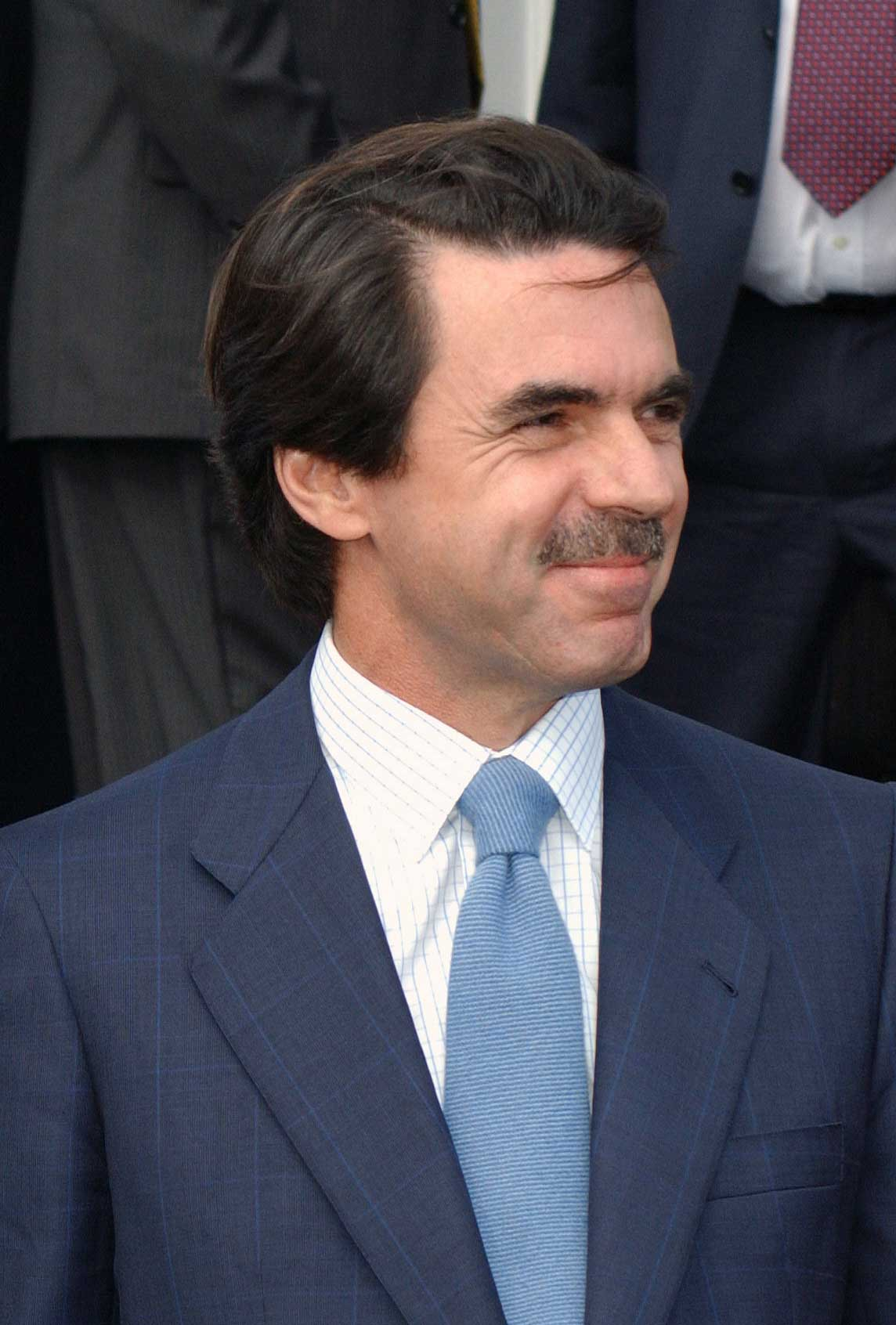
José María Aznar

As primeiras medidas a tomar do novo governo basearam-se na liberalização da economia, reduzir o déficit público e tentar o cumprimento das condições impostas no Tratado de Maastricht para conseguir a entrada da Espanha no primeiro grupo de países em adotar o Euro.
Com base em estes objetivos conteve-se a despesa pública reduzindo a despesa em interesses das Administrações Públicas de 5,3% a 2,7% do P.I.B, foram congeladas as retribuições no setor público, e frenado o aumento dos orçamentos.
Foram introduzidas medidas de liberalização em 1996, submetida a atividade profissional das «profissões colegiadas» à legislação sobre competência e imposta uma maior liberalização dos preços. Liberalizou-se o mercado das telecomunicações, foi regulada a televisão por cabo e foi liberalizada a telefonia móvel. 
Numerosas empresas públicas foram privatizadas, como Argentaria, Enagás, Repsol, Endesa e Telefónica num primeiro grupo. Posteriormente privatizar-se-iam as empresas que ainda eram totalmente públicas, Aceralia, Tabacalera e finalmente Iberia ou Santa Bárbara. Em 1999 levou-se a cabo uma reforma fiscal rebaixando o Imposto sobre a Renta.
Durante a primeira legislatura, a taxa anual do crescimento do Produto Interno Bruto foi de 4,2% 1997–1999 e 4,1% em 1999–2000.
Durante esta legislatura, em cumprimento do acordo atingido com Convergència i Unió, e em que pese a não o ter levado no programa eleitoral, o governo promulgou a Lei 17/1999, de 18 de Maio, de Regime do Pessoal das Forças Armadas, pelo qual se suspenderia o Serviço Militar Obrigatório a 31 de Dezembro de 2002.  
Enfrentamento PNV-PP
Durante o primeiro ano de governo popular, delegaram-se novas competências ao País Basco , favorecendo um aparente entendimento entre PNV e PP.
Um ano depois do nascimento do espírito de Ermua o PNV negocia secretamente com ETA uma trégua, que se iniciaria a  18 de Setembro de 1998. Estes feitos motivaram uma certa rotura do apoio mútuo entre PNV e PP, quebrando os pactos de governo conjuntos no País Basco como e no município de Bilbau. A perda do apoio do PNV no congresso não teve consequências diretas, pois o PP continuou contando com o apoio de CiU e CC, ao todo 176 cadeiras. Durante 1998 e 1999 o tempo que durou a trégua de ETA, 135 presos da ETA foram acercados para cárceres bascos, e manteve-se uma reunião entre representantes do governo e ETA em Zurique. Uma vez finalizado o processo, ETA iniciou uma ofensiva contra edis e cargos públicos do PP. 
Em Janeiro de 1999, Francisco Álvarez-Cascos abandoou a secretaria geral do partido em favor de Javier Arenas.
PNV, PP e PSE-EE iniciaram uma nova etapa de entendimento no contexto basco. A controvérsia e confronto entre PNV e PP e PSE-EE influiria notavelmente na vida política espanhola, chegando ao clímax de confrontação nas eleições autonômicas bascas de 2001, nas quais Jaime Mayor Oreja seria candidato a lehendakari, deixando o seu posto como ministro do interior. 
Luta antiterrorista
Jaime Mayor Oreja, originário do País Basco, foi o ministro do Interior durante a primeira legislatura do PP. Durante a sua gestão continuaram as desarticulações de comandos etarras, e a partir de 1998 foi iniciado um novo frente contra ETA, as operações policiais dirigiram-se tanto à detenção e desarticulação da «mão executora» de assassinatos, sequestros e extorsões quanto à pesquisa de todo o contorno e as estruturas «legais» do ETA.

#### VII legislatura
As eleições gerais de 2000 foram ganhas pelo Partido Popular por ampla maioria com 183 cadeiras frente a 125 do PSOE .
Luta antiterrorista

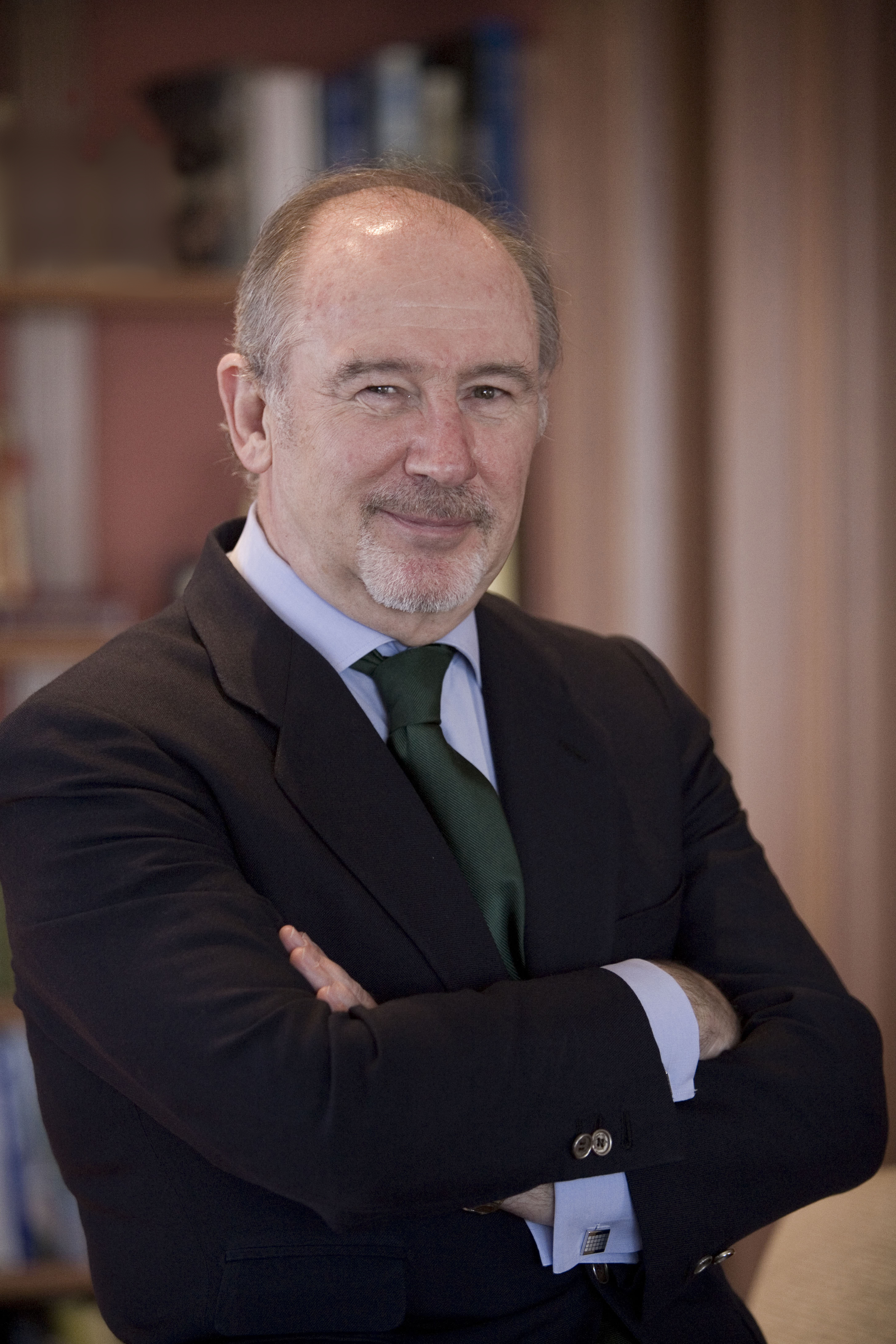
Rodrigo Rato, vice-presidente do Governo e ministério de Economia durante os oito anos de governo do Partido Popular na Espanha. Até Junho de 2007 foi diretor do Fundo Monetário Internacional

Em 2000, e por sugestão do Secretário Geral do PSOE, José Luis Rodríguez Zapatero, PP e PSOE assinaram o denominado Pacto pelas liberdades e contra o terrorismo, que excluía os assuntos relacionados com o terrorismo do debate político entre ambas as formações .
Em 2003, sendo Mariano Rajoy ministro de Interior foi ilegalizada Batasuna, bem como SEGI e JARRAI.
Progressivamente, o número de mortos por terrorismo etarra diminuiu gradualmente até não ocorrer nenhum morto até 2004.
Afastamento PP-CiU
Durante esta legislatura ocorreu um distanciamento entre o PP e Convergència i Unió, em que pese a que esta última aprovasse os Orçamentos do Estado para 2001, 2002 e 2003.
Sucessão
Em 30 de Agosto de 2003, Aznar anunciou que não iria continuar como líder do partido. Com base na sua proposta, o Comitê Executivo do Partido e a Junta Diretiva Nacional escolheram o então vice-presidente do Governo, Mariano Rajoy, para  candidato à Presidência do Governo da Espanha e Secretário Geral do partido. Aznar foi sucedido por Rajoy como Secretário Geral em 2 de Outubro de 2004.
Desgaste
É nesta última etapa que o governo dirigido por Aznar sofre um maior desgaste fruto da pressão da oposição em torno a acontecimentos como a reforma laboral (que foi objeto de uma greve geral), o afundamento do Prestige (veja-se Nunca Máis) ou a Invasão do Iraque em 2003.
Educação
Aumentou-se a despesa pública de 14 403 milhões de euros no curso 1995/1996 a 23 469 milhões de euros no curso 2003/2004, supondo um aumento de 1,43% do total da despesa pública (fonte EGPE (MEC)).
Imigração
Durante as legislaturas do Governo do Partido Popular o número de imigrantes registrados cresceu de 542 314 em 1996 a 3 034 326 em 2004.

### Volta para a oposição (2004–2011)

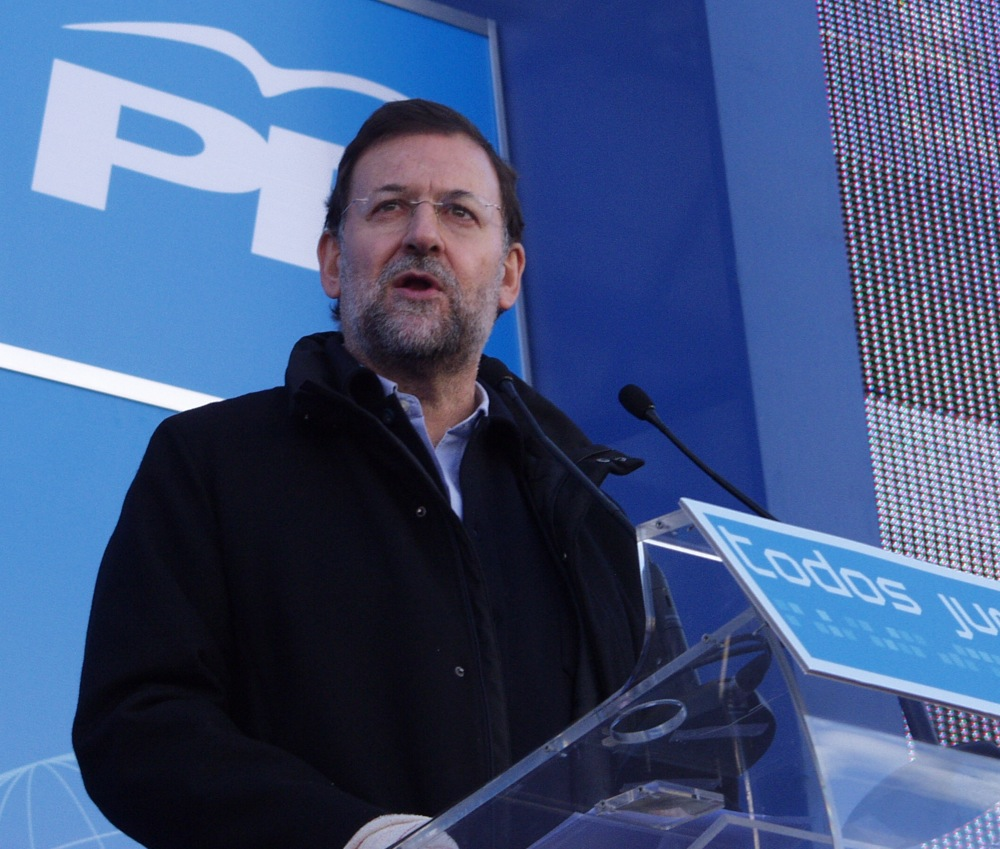
Mariano Rajoy durante um comício em Madrid (Dezembro de 2005)

Nas eleições de 2004, celebradas três dias depois dos atentados de 11 de Março de 2004 em Madrid, Mariano Rajoy foi derrotado nas urnas pelo candidato do PSOE José Luis Rodríguez Zapatero. Entre os três dias que aconteceram entre os atentados e a vitória socialista, vários membros do então governo popular foram acusados e seguem a ser acusados na atualidade, de declarar em várias ocasiões que havia indícios para pensar que ETA levara a cabo a matança. Enquanto isso, em pleno dia de reflexão eleitoral, celebraram-se manifestações perante as suas sedes acusando-os de mentir, ao ter-se descoberto a implicação de uma célula islamista radical no atentado. Em tão agitados comícios, o PP obtém 148 deputados com 37,71% dos votos frente a 164 do PSOE com 42,59%.
A VIII Legislatura da Espanha caracterizou-se pelos seus frequentes atritos com o PSOE, sobretudo a respeito do diálogo político com ETA, a imigração, as OPAs sobre Endesa e as reformas dos Estatutos de Autonomia das comunidades autônomas, em especial o Estatuto de autonomia da Catalunha de 2006.
O PP, líder da oposição parlamentar,  foi-se progressivamente desmarcando dos acordos com outras forças políticas, quer de uma quer doutra, e ocasionalmente marginado, como ocorreu desde finais de 2003 com o Pacto do Tinell, em assuntos como a reforma da justiça ou nas conclusões da Comissão do 11-M. Mesmo um socialista foi eleito como presidente da câmara do Senado, em onde o Partido Popular tinha maioria simples. O novo governo reverteu a sua política exterior e paralisou ou suprimiu alguns projetos estrela, como o Plano Hidrológico Nacional ou a Lei de Qualidade do Ensino. A 13 de Setembro de 2006, também Artur Mas, líder de CiU, comprometia-se, e neste caso em cartório, a não pactuar com o PP (20 minutos), devido à  oposição do PP ao novo estatuto de autonomia da Catalunha. O Partido Popular mostrou a sua rotunda recusa ao novo estatuto da Catalunha.
O PP apoiou também várias manifestações organizadas por diferentes organizações e associações como a AVT ou o Foro Espanhol da Família visando reproduzir assim a estratégia de mobilização das suas bases.  No contexto desta "estratégia da crispação", diversos meios de comunicação e pessoas vinculadas ao Partido Popular —como os jornais Libertad Digital e El Mundo, a cadeia de rádio COPE ou deputados como Jaime Ignacio del Burgo — mostraram-se em extremo partidários das desacreditadas teorias da conspiração de 11M
Pela sua vez, as tensões entre os militantes de ambos os partidos recrudesceram, como demonstram as agressões sofridas por Ángel Acebes e Josep Piqué por parte de membros das Juventudes Socialistas em Martorell 
(El País) e a do «caso Bono», devido à detenção de militantes do PP com base em uma suposta agressão ao então Ministro de Defensa José Bono.
Em Maio de 2007 o Partido Popular tornou-se o partido mais votado a nível nacional nas eleições municipais, superando ao PSOE em um pouco mais de 165 000 votos.

#### IX legislatura e crise interna de 2008
Os resultados das eleições gerais de 2008 deram como vencedor de novo ao Partido Socialista Operário Espanhol (PSOE) que obteve 169 cadeiras para o Congresso dos Deputados (5 mais do que em 2004) e 43,87% de votos frente ao Partido Popular (PP) que obteve 154 deputados (6 mais do que em 2004) e 39,94% de votos.
Após este segundo insucesso consecutivo, diversos meios afins (como a cadeia de rádio COPE ou o diário El Mundo) puseram em julgamento a continuidade de Mariano Rajoy como chefe do partido e da oposição.
O congresso celebrou-se em Valência os dias 20, 21 e 22 de Junho de 2008, e Rajoy foi reeleito presidente do PP com 84% dos votos válidos dos compromissários eleitos.

### Revelações de financiamento ilegal (Caso Gurtel)
Em outubro de 2009 num encontro transmitido pela televisão, Mariano Rajoy admitiu a possibilidade de corrupção no Partido Popular. Em Abril 2010 Rajoy acepta a demissão do tesoureiro do PP, Luis Barcenas. Luis Barcenas foi a primeira vitima do Caso Gurtel.

### Governos de Mariano Rajoy
Nas Eleições gerais na Espanha em 2011 o partido conquistou a maioria parlamentar, o que lhe garante a possibilidade de indicar o primeiro-ministro, neste caso Mariano Rajoy. Após governar durante quatro anos, o PP perdeu a maioria absoluta nas eleições celebradas em 2015, nas quais o partido, apesar de ser o mais votado, obteve o pior resultado desde 1989. Não conseguindo formar governo, ficou em gestão até à realização de novas eleições, em 2016 , após as quais conseguiu formar um governo de maioria relativa. No entanto, com a aprovação da moção de censura da iniciativa do PSOE, a 1 de Junho de 2018, o governo liderado por Mariano Rajoy foi demitido, passando o partido à oposição. A 5 de Junho, Mariano Rajoy anunciou que deixaria de ser líder do partido, sendo sucedido por Pablo Casado, eleito Presidente do Partido Popular a 21 de Julho de 2018.

## Resultados Eleitorais

### Eleições legislativas

#### Câmara dos Deputados
| Data    | Líder                 | CI. | Votos      | %            | +/-  | Deputados | +/- | Status                                    |
| ------- | --------------------- | --- | ---------- | ------------ | ---- | --------- | --- | ----------------------------------------- |
| 1977    | Manuel Fraga Iribarne | 4.º | 1 526 671  | 8,3 / 100,0  |      | 16 / 350  |     | Oposição                                  |
| 1979    | Manuel Fraga Iribarne | 4.º | 1 094 438  | 6,1 / 100,0  | 2,2  | 9 / 350   | 7   | Oposição                                  |
| 1982    | Manuel Fraga Iribarne | 2.º | 5 548 108  | 26,4 / 100,0 | 20,3 | 107 / 350 | 98  | Oposição                                  |
| 1986    | Manuel Fraga Iribarne | 2.º | 5 247 677  | 26,0 / 100,0 | 0,4  | 105 / 350 | 2   | Oposição                                  |
| 1989    | Manuel Fraga Iribarne | 2.º | 5 285 972  | 25,8 / 100,0 | 0,2  | 107 / 350 | 2   | Oposição                                  |
| 1993    | José Maria Aznar      | 2.º | 8 201 463  | 34,8 / 100,0 | 9,0  | 141 / 350 | 34  | Oposição                                  |
| 1996    | José María Aznar      | 1.º | 9 716 006  | 38,8 / 100,0 | 4,0  | 156 / 350 | 15  | Governo                                   |
| 2000    | José María Aznar      | 1.º | 10 321 178 | 44,5 / 100,0 | 5,7  | 183 / 350 | 27  | Governo                                   |
| 2004    | Mariano Rajoy         | 2.º | 9 763 144  | 37,7 / 100,0 | 6,8  | 148 / 350 | 35  | Oposição                                  |
| 2008    | Mariano Rajoy         | 2.º | 10 278 010 | 39,9 / 100,0 | 2,2  | 154 / 350 | 6   | Oposição                                  |
| 2011    | Mariano Rajoy         | 1.º | 10 866 566 | 44,6 / 100,0 | 4,7  | 186 / 350 | 32  | Governo                                   |
| 2015    | Mariano Rajoy         | 1.º | 7 215 530  | 28,7 / 100,0 | 15,9 | 123 / 350 | 63  | Governo                                   |
| 2016    | Mariano Rajoy         | 1.º | 7 906 185  | 33,0 / 100,0 | 4,3  | 137 / 350 | 14  | Governo (até 2018)/ Oposição (desde 2018) |
| 04/2019 | Pablo Casado          | 2.º | 4 356 023  | 16,7 / 100,0 | 16,3 | 66 / 350  | 71  | Oposição                                  |
| 11/2019 | Pablo Casado          | 2.º | 5 019 869  | 20,8 / 100,0 | 4,1  | 88 / 350  | 22  |                                           |

#### Senadores
| Data    | Líder                 | Senadores | +/-     | Status                                    |
| ------- | --------------------- | --------- | ------- | ----------------------------------------- |
| 1977    | Manuel Fraga Iribarne | 3 / 248   |         | Oposição                                  |
| 1979    | Manuel Fraga Iribarne | 3 / 208   | Estável | Oposição                                  |
| 1982    | Manuel Fraga Iribarne | 56 / 227  | 53      | Oposição                                  |
| 1986    | Manuel Fraga Iribarne | 77 / 254  | 21      | Oposição                                  |
| 1989    | Manuel Fraga Iribarne | 90 / 254  | 13      | Oposição                                  |
| 1993    | José Maria Aznar      | 106 / 256 | 16      | Oposição                                  |
| 1996    | José María Aznar      | 133 / 257 | 27      | Governo                                   |
| 2000    | José María Aznar      | 150 / 259 | 17      | Governo                                   |
| 2004    | Mariano Rajoy         | 126 / 259 | 24      | Oposição                                  |
| 2008    | Mariano Rajoy         | 124 / 264 | 2       | Oposição                                  |
| 2011    | Mariano Rajoy         | 166 / 266 | 42      | Governo                                   |
| 2015    | Mariano Rajoy         | 145 / 266 | 21      | Governo                                   |
| 2016    | Mariano Rajoy         | 151 / 266 | 6       | Governo (até 2018)/ Oposição (desde 2018) |
| 04/2019 | Pablo Casado          | 75 / 266  | 76      | Oposição                                  |
| 11/2019 | Pablo Casado          | 98 / 266  | 23      |                                           |

### Eleições europeias
| Data | CI. | Votos     | %            | +/-  | Deputados | +/-     |
| ---- | --- | --------- | ------------ | ---- | --------- | ------- |
| 1987 | 2.º | 4 474 283 | 24,6 / 100,0 |      | 17 / 60   |         |
| 1989 | 2.º | 3 395 015 | 21,4 / 100,0 | 3,2  | 15 / 60   | 2       |
| 1994 | 1.º | 7 453 900 | 40,1 / 100,0 | 18,7 | 28 / 64   | 13      |
| 1999 | 1.º | 8 410 993 | 39,7 / 100,0 | 0,4  | 27 / 64   | 1       |
| 2004 | 2.º | 6 393 192 | 41,2 / 100,0 | 1,5  | 24 / 54   | 3       |
| 2009 | 1.º | 6 670 377 | 42,1 / 100,0 | 0,9  | 24 / 54   | Estável |
| 2014 | 1.º | 4 098 339 | 26,1 / 100,0 | 16,0 | 16 / 54   | 8       |
| 2019 | 2.º | 4 510 193 | 20,1 / 100,0 | 6,0  | 12 / 54   | 4       |

### Eleições regionais

#### Andaluzia
| Data | CI. | Votos     | %             | +/-     | Deputados | +/- | Status   |
| ---- | --- | --------- | ------------- | ------- | --------- | --- | -------- |
| 1982 | 2.º | 484 474   | 17,0 / 100,0  |         | 17 / 109  |     | Oposição |
| 1986 | 2.º | 745 485   | 22,2 / 100,0  | 5,2     | 28 / 109  | 11  | Oposição |
| 1990 | 2.º | 611 903   | 22,2 / 100,0  | Estável | 26 / 109  | 2   | Oposição |
| 1994 | 2.º | 1 238 252 | 34,4 / 100,0  | 12,2    | 41 / 109  | 15  | Oposição |
| 1996 | 2.º | 1 466 980 | 34,0 / 100,0  | 0,4     | 40 / 109  | 1   | Oposição |
| 2000 | 2.º | 1 535 987 | 38,0 / 100,0  | 4,0     | 46 / 109  | 6   | Oposição |
| 2004 | 2.º | 1 426 774 | 31,8 / 100,0  | 6,2     | 37 / 109  | 9   | Oposição |
| 2008 | 2.º | 1 730 154 | 38,5 / 100,0  | 6,7     | 47 / 109  | 10  | Oposição |
| 2012 | 1.º | 1 570 833 | 40,7 / 100,0  | 2,2     | 50 / 109  | 3   | Oposição |
| 2015 | 2.º | 1 065 685 | 26,7 / 100,0  | 14,0    | 33 / 109  | 17  | Oposição |
| 2018 | 2.º | 749 275   | 20,75 / 100,0 | 6,0     | 26 / 109  | 7   | Governo  |
| 2022 | 1.º | 1 589 272 | 43,11 / 100,0 | 22,4    | 58 / 109  | 32  | Governo  |

#### Aragão
| Data | CI. | Votos   | %            | +/-  | Deputados | +/- | Status   |
| ---- | --- | ------- | ------------ | ---- | --------- | --- | -------- |
| 1983 | 2.º | 136 853 | 22,6 / 100,0 |      | 18 / 66   |     | Oposição |
| 1987 | 3.º | 99 082  | 15,5 / 100,0 | 7,1  | 13 / 67   | 5   | Governo  |
| 1991 | 3.º | 126 892 | 20,7 / 100,0 | 5,2  | 17 / 67   | 4   | Governo  |
| 1995 | 1.º | 263 524 | 37,5 / 100,0 | 16,8 | 27 / 67   | 10  | Governo  |
| 1999 | 1.º | 249 458 | 38,2 / 100,0 | 0,7  | 28 / 67   | 1   | Oposição |
| 2003 | 2.º | 219 058 | 30,7 / 100,0 | 7,5  | 22 / 67   | 6   | Oposição |
| 2007 | 2.º | 208 642 | 31,1 / 100,0 | 0,4  | 23 / 67   | 1   | Oposição |
| 2011 | 1.º | 269 729 | 39,7 / 100,0 | 8,6  | 30 / 67   | 7   | Governo  |
| 2015 | 1.º | 183 654 | 27,5 / 100,0 | 12,2 | 21 / 67   | 9   | Oposição |
| 2019 | 2.º | 139 660 | 20,9 / 100,0 | 6,6  | 16 / 67   | 5   | Oposição |
| 2023 | 1.º | 237 817 | 35,5 / 100,0 | 14,6 | 28 / 67   | 12  | Governo  |

#### Astúrias
| Data | CI. | Votos   | %            | +/-  | Deputados | +/-     | Status            |
| ---- | --- | ------- | ------------ | ---- | --------- | ------- | ----------------- |
| 1983 | 2.º | 170 654 | 30,2 / 100,0 |      | 14 / 45   |         | Oposição          |
| 1987 | 2.º | 144 379 | 25,2 / 100,0 | 5,0  | 13 / 45   | 1       | Oposição          |
| 1991 | 2.º | 161 703 | 30,4 / 100,0 | 5,2  | 15 / 45   | 2       | Oposição          |
| 1995 | 1.º | 272 495 | 42,0 / 100,0 | 11,6 | 21 / 45   | 6       | Governo           |
| 1999 | 2.º | 200 164 | 32,3 / 100,0 | 9,7  | 15 / 45   | 6       | Oposição          |
| 2003 | 2.º | 242 396 | 39,2 / 100,0 | 6,9  | 19 / 45   | 4       | Oposição          |
| 2007 | 2.º | 248 907 | 41,5 / 100,0 | 2,3  | 20 / 45   | 1       | Oposição          |
| 2011 | 3.º | 119 767 | 20,0 / 100,0 | 21,5 | 10 / 45   | 10      | Apoio parlamentar |
| 2012 | 3.º | 108 091 | 21,5 / 100,0 | 1,5  | 10 / 45   | Estável | Oposição          |
| 2015 | 2.º | 117 319 | 21,6 / 100,0 | 0,1  | 11 / 45   | 1       | Oposição          |
| 2019 | 2.º | 93 147  | 17,5 / 100,0 | 4,1  | 10 / 45   | 1       | Oposição          |
| 2023 | 2.º | 175 131 | 32,6 / 100,0 | 15,1 | 17 / 45   | 7       | Oposição          |

#### Baleares
| Data | CI. | Votos   | %            | +/-  | Deputados | +/-     | Status   |
| ---- | --- | ------- | ------------ | ---- | --------- | ------- | -------- |
| 1983 | 1.º | 110 629 | 35,6 / 100,0 |      | 21 / 54   |         | Governo  |
| 1987 | 1.º | 123 044 | 36,7 / 100,0 | 1,1  | 25 / 59   | 4       | Governo  |
| 1991 | 1.º | 160 512 | 47,3 / 100,0 | 10,6 | 31 / 59   | 6       | Governo  |
| 1995 | 1.º | 169 351 | 45,1 / 100,0 | 2,4  | 31 / 59   | Estável | Governo  |
| 1999 | 1.º | 161 728 | 44,3 / 100,0 | 0,8  | 28 / 59   | 3       | Oposição |
| 2003 | 1.º | 192 209 | 45,1 / 100,0 | 0,8  | 30 / 59   | 2       | Governo  |
| 2007 | 1.º | 194 372 | 46,5 / 100,0 | 1,4  | 29 / 59   | 1       | Oposição |
| 2011 | 1.º | 196 214 | 46,7 / 100,0 | 0,2  | 35 / 59   | 6       | Governo  |
| 2015 | 1.º | 123 183 | 28,5 / 100,0 | 18,2 | 20 / 59   | 15      | Oposição |
| 2019 | 2.º | 95 295  | 22,2 / 100,0 | 6,1  | 16 / 59   | 4       | Oposição |
| 2023 | 1.º | 161 267 | 35,8 / 100,0 | 13,6 | 25 / 59   | 9       | Governo  |

#### País Basco
| Data | CI. | Votos   | %            | +/- | Deputados | +/- | Status            |
| ---- | --- | ------- | ------------ | --- | --------- | --- | ----------------- |
| 1980 | 6.º | 43 751  | 4,8 / 100,0  |     | 2 / 60    |     | Oposição          |
| 1984 | 4.º | 100 581 | 9,3 / 100,0  | 4,5 | 7 / 75    | 5   | Oposição          |
| 1986 | 6.º | 55 606  | 4,8 / 100,0  | 4,5 | 2 / 75    | 5   | Oposição          |
| 1990 | 5.º | 83 719  | 8,2 / 100,0  | 3,4 | 6 / 75    | 4   | Oposição          |
| 1994 | 4.º | 146 960 | 14,2 / 100,0 | 6,0 | 11 / 75   | 5   | Oposição          |
| 1998 | 2.º | 251 743 | 19,9 / 100,0 | 5,7 | 14 / 75   | 3   | Oposição          |
| 2001 | 2.º | 326 933 | 22,9 / 100,0 | 3,0 | 19 / 75   | 5   | Oposição          |
| 2005 | 3.º | 210 614 | 17,3 / 100,0 | 5,6 | 15 / 75   | 4   | Oposição          |
| 2009 | 3.º | 146 148 | 13,9 / 100,0 | 3,4 | 13 / 75   | 2   | Apoio parlamentar |
| 2012 | 4.º | 130 584 | 11,6 / 100,0 | 2,3 | 10 / 75   | 3   | Oposição          |
| 2016 | 5.º | 107 771 | 10,1 / 100,0 | 1,5 | 9 / 75    | 1   | Oposição          |
| 2020 | 5.º | 60 650  | 6,7 / 100,0  | 5,4 | 6 / 75    | 3   | Oposição          |

#### Ilhas Canárias
| Data | CI. | Votos   | %            | +/-  | Deputados | +/-     | Status   |
| ---- | --- | ------- | ------------ | ---- | --------- | ------- | -------- |
| 1983 | 2.º | 163 419 | 28,8 / 100,0 |      | 17 / 60   |         | Oposição |
| 1987 | 4.º | 74 799  | 11,2 / 100,0 | 17,6 | 6 / 60    | 11      | Governo  |
| 1991 | 4.º | 89 251  | 12,8 / 100,0 | 1,5  | 6 / 60    | Estável | Oposição |
| 1995 | 2.º | 247 609 | 31,1 / 100,0 | 18,3 | 18 / 60   | 12      | Governo  |
| 1999 | 2.º | 225 316 | 27,1 / 100,0 | 4,0  | 15 / 60   | 3       | Governo  |
| 2003 | 2.º | 283 186 | 30,6 / 100,0 | 3,5  | 17 / 60   | 2       | Governo  |
| 2007 | 3.º | 224 883 | 24,0 / 100,0 | 6,6  | 15 / 60   | 2       | Governo  |
| 2011 | 1.º | 289 381 | 31,9 / 100,0 | 7,9  | 21 / 60   | 6       | Oposição |
| 2015 | 2.º | 170 129 | 18,6 / 100,0 | 13,3 | 12 / 60   | 9       | Oposição |
| 2019 | 3.º | 135 722 | 15,2 / 100,0 | 3,4  | 11 / 70   | 1       | Oposição |
| 2023 | 3.º | 170 747 | 19,4 / 100,0 | 4,2  | 15 / 70   | 4       | Governo  |

#### Cantábria
| Data | CI. | Votos   | %            | +/-     | Deputados | +/- | Status   |
| ---- | --- | ------- | ------------ | ------- | --------- | --- | -------- |
| 1983 | 1.º | 122 748 | 44,0 / 100,0 |         | 18 / 35   |     | Governo  |
| 1987 | 1.º | 122 964 | 41,7 / 100,0 | 2,3     | 19 / 39   | 1   | Governo  |
| 1991 | 3.º | 42 714  | 14,4 / 100,0 | 27,3    | 6 / 39    | 13  | Governo  |
| 1995 | 1.º | 104 008 | 32,5 / 100,0 | 18,1    | 13 / 39   | 7   | Governo  |
| 1999 | 1.º | 134 924 | 42,5 / 100,0 | 10,0    | 19 / 39   | 6   | Governo  |
| 2003 | 1.º | 146 796 | 42,5 / 100,0 | Estável | 18 / 39   | 1   | Oposição |
| 2007 | 1.º | 143 610 | 41,5 / 100,0 | 1,0     | 17 / 39   | 1   | Oposição |
| 2011 | 1.º | 156 499 | 46,1 / 100,0 | 4,6     | 20 / 39   | 3   | Governo  |
| 2015 | 1.º | 105 944 | 32,6 / 100,0 | 13,5    | 13 / 35   | 7   | Oposição |
| 2019 | 2.º | 78 347  | 24,0 / 100,0 | 8,6     | 9 / 35    | 4   | Oposição |
| 2023 | 1.º | 116 198 | 35,8 / 100,0 | 11,8    | 15 / 35   | 6   | Governo  |

#### Catalunha
| Data | CI. | Votos   | %            | +/- | Deputados | +/- | Status            |
| ---- | --- | ------- | ------------ | --- | --------- | --- | ----------------- |
| 1980 | 7.º | 64 004  | 2,4 / 100,0  |     | 0 / 135   |     | Extra-parlamentar |
| 1984 | 3.º | 221 601 | 7,7 / 100,0  | 5,3 | 11 / 135  | 11  | Oposição          |
| 1988 | 4.º | 143 241 | 5,3 / 100,0  | 2,1 | 6 / 135   | 5   | Oposição          |
| 1992 | 5.º | 157 772 | 6,0 / 100,0  | 0,7 | 7 / 135   | 1   | Oposição          |
| 1995 | 3.º | 421 752 | 13,1 / 100,0 | 7,1 | 17 / 135  | 10  | Apoio parlamentar |
| 1999 | 3.º | 297 265 | 9,5 / 100,0  | 3,6 | 12 / 135  | 5   | Apoio parlamentar |
| 2003 | 4.º | 393 499 | 11,9 / 100,0 | 2,4 | 15 / 135  | 3   | Oposição          |
| 2006 | 4.º | 316 222 | 10,7 / 100,0 | 1,2 | 14 / 135  | 1   | Oposição          |
| 2010 | 3.º | 387 066 | 12,4 / 100,0 | 1,7 | 18 / 135  | 4   | Oposição          |
| 2012 | 4.º | 471 681 | 13,0 / 100,0 | 0,6 | 19 / 135  | 1   | Oposição          |
| 2015 | 5.º | 349 193 | 8,5 / 100,0  | 4,5 | 11 / 135  | 8   | Oposição          |
| 2017 | 7.º | 185 670 | 4,2 / 100,0  | 4,3 | 4 / 135   | 7   | Oposição          |
| 2021 | 8.º | 109 452 | 3,8 / 100,0  | 0,4 | 3 / 135   | 1   | Oposição          |

#### Castela-Mancha
| Data | CI. | Votos   | %            | +/-  | Deputados | +/- | Status   |
| ---- | --- | ------- | ------------ | ---- | --------- | --- | -------- |
| 1983 | 2.º | 364 676 | 40,9 / 100,0 |      | 21 / 44   |     | Oposição |
| 1987 | 2.º | 319 978 | 34,1 / 100,0 | 6,8  | 18 / 47   | 3   | Oposição |
| 1991 | 2.º | 336 642 | 35,9 / 100,0 | 1,8  | 19 / 47   | 1   | Oposição |
| 1995 | 2.º | 469 127 | 44,3 / 100,0 | 8,4  | 22 / 47   | 3   | Oposição |
| 1999 | 2.º | 424 531 | 40,4 / 100,0 | 3,9  | 21 / 47   | 1   | Oposição |
| 2003 | 2.º | 402 047 | 36,7 / 100,0 | 3,7  | 18 / 47   | 3   | Oposição |
| 2007 | 2.º | 467 319 | 42,4 / 100,0 | 5,7  | 21 / 47   | 3   | Oposição |
| 2011 | 1.º | 564 954 | 48,1 / 100,0 | 5,7  | 25 / 49   | 4   | Governo  |
| 2015 | 1.º | 413 349 | 37,5 / 100,0 | 10,6 | 16 / 33   | 9   | Oposição |
| 2019 | 2.º | 308 184 | 28,5 / 100,0 | 9,0  | 10 / 33   | 6   | Oposição |
| 2023 | 2.º | 361 155 | 33,7 / 100,0 | 5,2  | 12 / 33   | 2   | Oposição |

#### Castela e Leão
| Data | CI. | Votos   | %            | +/-  | Deputados | +/-     | Status   |
| ---- | --- | ------- | ------------ | ---- | --------- | ------- | -------- |
| 1983 | 2.º | 543 851 | 39,7 / 100,0 |      | 39 / 84   |         | Oposição |
| 1987 | 1.º | 493 488 | 34,4 / 100,0 | 5,3  | 32 / 84   | 7       | Governo  |
| 1991 | 1.º | 602 773 | 43,5 / 100,0 | 9,1  | 43 / 84   | 11      | Governo  |
| 1995 | 1.º | 805 553 | 52,2 / 100,0 | 8,7  | 50 / 84   | 7       | Governo  |
| 1999 | 1.º | 737 982 | 50,4 / 100,0 | 1,8  | 48 / 84   | 2       | Governo  |
| 2003 | 1.º | 760 510 | 48,5 / 100,0 | 1,9  | 48 / 84   | Estável | Governo  |
| 2007 | 1.º | 748 746 | 49,2 / 100,0 | 0,7  | 48 / 84   | Estável | Governo  |
| 2011 | 1.º | 739 502 | 51,6 / 100,0 | 2,4  | 53 / 84   | 5       | Governo  |
| 2015 | 1.º | 514 301 | 37,7 / 100,0 | 13,9 | 42 / 84   | 11      | Governo  |
| 2019 | 2.º | 433 905 | 31,5 / 100,0 | 6,1  | 29 / 81   | 13      | Governo  |
| 2022 | 1.º | 382 157 | 31,4 / 100,0 | 0,1  | 31 / 81   | 2       | Governo  |

#### Estremadura
| Data | CI. | Votos   | %            | +/-     | Deputados | +/- | Status   |
| ---- | --- | ------- | ------------ | ------- | --------- | --- | -------- |
| 1983 | 2.º | 168 606 | 30,1 / 100,0 |         | 20 / 65   |     | Oposição |
| 1987 | 2.º | 144 117 | 24,2 / 100,0 | 5,9     | 17 / 65   | 3   | Oposição |
| 1991 | 2.º | 155 485 | 26,8 / 100,0 | 2,6     | 19 / 65   | 2   | Oposição |
| 1995 | 2.º | 259 703 | 39,5 / 100,0 | 12,7    | 27 / 65   | 8   | Oposição |
| 1999 | 2.º | 258 657 | 40,0 / 100,0 | 0,5     | 28 / 65   | 1   | Oposição |
| 2003 | 2.º | 255 808 | 38,7 / 100,0 | 1,3     | 26 / 65   | 2   | Oposição |
| 2007 | 2.º | 257 392 | 38,7 / 100,0 | Estável | 27 / 65   | 1   | Oposição |
| 2011 | 1.º | 307 975 | 46,1 / 100,0 | 7,4     | 32 / 65   | 5   | Governo  |
| 2015 | 2.º | 236 266 | 37,0 / 100,0 | 9,1     | 28 / 65   | 4   | Oposição |
| 2019 | 2.º | 168 982 | 27,5 / 100,0 | 9,5     | 20 / 65   | 8   | Oposição |
| 2023 | 2.º | 237 384 | 38,8 / 100,0 | 11,3    | 28 / 65   | 8   | Governo  |

#### Galiza
| Data | CI. | Votos   | %            | +/-  | Deputados | +/-     | Status   |
| ---- | --- | ------- | ------------ | ---- | --------- | ------- | -------- |
| 1981 | 1.º | 301 039 | 30,5 / 100,0 |      | 26 / 71   |         | Governo  |
| 1985 | 1.º | 516 218 | 40,9 / 100,0 | 10,4 | 34 / 71   | 8       | Governo  |
| 1989 | 1.º | 583 579 | 44,0 / 100,0 | 3,1  | 38 / 75   | 4       | Governo  |
| 1993 | 1.º | 763 839 | 52,1 / 100,0 | 8,1  | 43 / 75   | 5       | Governo  |
| 1997 | 1.º | 832 751 | 52,2 / 100,0 | 0,1  | 42 / 75   | 1       | Governo  |
| 2001 | 1.º | 791 885 | 51,6 / 100,0 | 0,6  | 41 / 75   | 1       | Governo  |
| 2005 | 1.º | 756 562 | 45,2 / 100,0 | 6,4  | 37 / 75   | 4       | Oposição |
| 2009 | 1.º | 789 427 | 46,7 / 100,0 | 1,5  | 38 / 75   | 1       | Governo  |
| 2012 | 1.º | 661 281 | 45,8 / 100,0 | 0,9  | 41 / 75   | 3       | Governo  |
| 2016 | 1.º | 682 150 | 47,6 / 100,0 | 1,8  | 41 / 75   | Estável | Governo  |
| 2020 | 1.º | 627 762 | 48,0 / 100,0 | 0,4  | 42 / 75   | 1       | Governo  |

#### La Rioja
| Data | CI. | Votos  | %            | +/-  | Deputados | +/-     | Status   |
| ---- | --- | ------ | ------------ | ---- | --------- | ------- | -------- |
| 1983 | 2.º | 54 121 | 40,0 / 100,0 |      | 15 / 35   |         | Oposição |
| 1987 | 2.º | 50 179 | 34,8 / 100,0 | 5,2  | 13 / 33   | 2       | Governo  |
| 1991 | 2.º | 59 876 | 41,7 / 100,0 | 6,9  | 15 / 33   | 2       | Oposição |
| 1995 | 1.º | 81 703 | 49,4 / 100,0 | 7,7  | 17 / 33   | 2       | Governo  |
| 1999 | 1.º | 80 088 | 51,3 / 100,0 | 1,9  | 18 / 33   | 1       | Governo  |
| 2003 | 1.º | 84 533 | 48,6 / 100,0 | 2,7  | 17 / 33   | 1       | Governo  |
| 2007 | 1.º | 84 382 | 48,8 / 100,0 | 0,2  | 17 / 33   | Estável | Governo  |
| 2011 | 1.º | 85 975 | 52,0 / 100,0 | 3,2  | 20 / 33   | 3       | Governo  |
| 2015 | 1.º | 63 094 | 38,6 / 100,0 | 13,4 | 15 / 33   | 5       | Governo  |
| 2019 | 2.º | 53 925 | 33,1 / 100,0 | 5,5  | 12 / 33   | 3       | Governo  |
| 2023 | 1.º | 76 205 | 45,4 / 100,0 | 12,3 | 17 / 33   | 5       | Governo  |

#### Madrid
| Data    | CI. | Votos     | %            | +/-  | Deputados | +/-     | Status   |
| ------- | --- | --------- | ------------ | ---- | --------- | ------- | -------- |
| 1983    | 2.º | 798 853   | 34,1 / 100,0 |      | 34 / 94   |         | Oposição |
| 1987    | 2.º | 762 102   | 31,4 / 100,0 | 2,7  | 32 / 96   | 2       | Oposição |
| 1991    | 1.º | 956 865   | 42,7 / 100,0 | 11,3 | 47 / 101  | 15      | Oposição |
| 1995    | 1.º | 1 476 442 | 51,0 / 100,0 | 8,3  | 54 / 103  | 7       | Governo  |
| 1999    | 1.º | 1 324 596 | 51,1 / 100,0 | 0,1  | 55 / 102  | 1       | Governo  |
| 05/2003 | 1.º | 1 225 390 | 46,7 / 100,0 | 4,4  | 55 / 111  | Estável | Oposição |
| 10/2003 | 1.º | 1 346 588 | 48,5 / 100,0 | 1,8  | 57 / 111  | 2       | Governo  |
| 2007    | 1.º | 1 592 162 | 53,3 / 100,0 | 4,8  | 67 / 120  | 10      | Governo  |
| 2011    | 1.º | 1 548 306 | 51,7 / 100,0 | 1,6  | 72 / 129  | 5       | Governo  |
| 2015    | 1.º | 1 050 256 | 33,1 / 100,0 | 18,6 | 48 / 129  | 24      | Governo  |
| 2019    | 2.º | 719 852   | 22,2 / 100,0 | 10,9 | 30 / 132  | 18      | Governo  |
| 2021    | 1.º | 1 631 608 | 44,8 / 100,0 | 22,6 | 65 / 136  | 35      | Governo  |
| 2023    | 1.º | 1 599 186 | 47,3 / 100,0 | 2,5  | 70 / 135  | 5       | Governo  |

#### Múrcia
| Data | CI. | Votos   | %            | +/-  | Deputados | +/-     | Status   |
| ---- | --- | ------- | ------------ | ---- | --------- | ------- | -------- |
| 1983 | 2.º | 162 074 | 35,4 / 100,0 |      | 16 / 43   |         | Oposição |
| 1987 | 2.º | 159 566 | 31,5 / 100,0 | 3,9  | 16 / 45   | Estável | Oposição |
| 1991 | 2.º | 173 491 | 33,5 / 100,0 | 2,0  | 17 / 45   | 1       | Oposição |
| 1995 | 1.º | 330 089 | 52,3 / 100,0 | 18,8 | 26 / 45   | 9       | Governo  |
| 1999 | 1.º | 323 446 | 52,8 / 100,0 | 0,5  | 26 / 45   | Estável | Governo  |
| 2003 | 1.º | 367 710 | 56,7 / 100,0 | 3,9  | 28 / 45   | 2       | Governo  |
| 2007 | 1.º | 379 011 | 58,3 / 100,0 | 1,6  | 29 / 45   | 1       | Governo  |
| 2011 | 1.º | 382 871 | 58,8 / 100,0 | 0,5  | 33 / 45   | 4       | Governo  |
| 2015 | 1.º | 239 011 | 37,4 / 100,0 | 21,4 | 22 / 45   | 11      | Governo  |
| 2019 | 2.º | 211 849 | 32,4 / 100,0 | 5,0  | 16 / 45   | 6       | Governo  |
| 2023 | 1.º | 293 051 | 42,8 / 100,0 | 10,4 | 21 / 45   | 5       | TBD      |

#### Navarra
| Data | CI.                   | Votos                 | %                     | +/-                   | Deputados             | +/-                   | Status                |
| ---- | --------------------- | --------------------- | --------------------- | --------------------- | --------------------- | --------------------- | --------------------- |
| 1979 | Não concorreu         | Não concorreu         | Não concorreu         | Não concorreu         | Não concorreu         | Não concorreu         | Não concorreu         |
| 1983 | 3.º                   | 37 554                | 14,1 / 100,0          |                       | 8 / 50                |                       | Oposição              |
| 1987 | 7.º                   | 11 985                | 4,2 / 100,0           | 9,9                   | 2 / 50                | 6                     | Oposição              |
| 1991 | União do Povo Navarro | União do Povo Navarro | União do Povo Navarro | União do Povo Navarro | União do Povo Navarro | União do Povo Navarro | União do Povo Navarro |
| 1995 | União do Povo Navarro | União do Povo Navarro | União do Povo Navarro | União do Povo Navarro | União do Povo Navarro | União do Povo Navarro | União do Povo Navarro |
| 1999 | União do Povo Navarro | União do Povo Navarro | União do Povo Navarro | União do Povo Navarro | União do Povo Navarro | União do Povo Navarro | União do Povo Navarro |
| 2003 | União do Povo Navarro | União do Povo Navarro | União do Povo Navarro | União do Povo Navarro | União do Povo Navarro | União do Povo Navarro | União do Povo Navarro |
| 2007 | União do Povo Navarro | União do Povo Navarro | União do Povo Navarro | União do Povo Navarro | União do Povo Navarro | União do Povo Navarro | União do Povo Navarro |
| 2011 | 5.º                   | 23 551                | 7,3 / 100,0           |                       | 4 / 50                |                       | Oposição              |
| 2015 | 6.º                   | 13 289                | 3,9 / 100,0           | 3,4                   | 2 / 50                | 2                     | Oposição              |
| 2019 | Navarra Suma          | Navarra Suma          | Navarra Suma          | Navarra Suma          | Navarra Suma          | Navarra Suma          | Navarra Suma          |
| 2023 | 5.º                   | 24 019                | 7,3 / 100,0           |                       | 3 / 50                | 1                     | Oposição              |

#### Comunidade Valenciana
| Data | CI. | Votos     | %            | +/-  | Deputados | +/- | Status   |
| ---- | --- | --------- | ------------ | ---- | --------- | --- | -------- |
| 1983 | 2.º | 609 519   | 31,9 / 100,0 |      | 32 / 89   |     | Oposição |
| 1987 | 2.º | 476 099   | 23,7 / 100,0 | 8,2  | 25 / 89   | 7   | Oposição |
| 1991 | 2.º | 558 617   | 27,8 / 100,0 | 4,1  | 31 / 89   | 6   | Oposição |
| 1995 | 1.º | 1 013 859 | 42,8 / 100,0 | 15,0 | 42 / 89   | 11  | Governo  |
| 1999 | 1.º | 1 085 011 | 47,9 / 100,0 | 5,1  | 49 / 89   | 7   | Governo  |
| 2003 | 1.º | 1 146 780 | 47,2 / 100,0 | 0,7  | 48 / 89   | 1   | Governo  |
| 2007 | 1.º | 1 277 458 | 52,5 / 100,0 | 5,3  | 54 / 99   | 10  | Governo  |
| 2011 | 1.º | 1 211 112 | 49,4 / 100,0 | 3,1  | 55 / 99   | 1   | Governo  |
| 2015 | 1.º | 658 612   | 26,6 / 100,0 | 22,8 | 31 / 99   | 24  | Oposição |
| 2019 | 2.º | 508 534   | 19,1 / 100,0 | 7,5  | 19 / 99   | 12  | Oposição |
| 2023 | 1.º | 881 893   | 35,7 / 100,0 | 16,6 | 40 / 99   | 21  | Governo  |

### Eleições locais
| Data | CI. | Votos     | %            | +/-  | Mandatos        | +/-    |
| ---- | --- | --------- | ------------ | ---- | --------------- | ------ |
| 1979 | 5.º | 504 780   | 3,1 / 100,0  |      | 2 383 / 67 505  |        |
| 1983 | 2.º | 4 843 665 | 26,4 / 100,0 | 23,1 | 21 076 / 67 312 | 18 693 |
| 1987 | 2.º | 4 080 705 | 20,9 / 100,0 | 5,5  | 16 581 / 67 312 | 4 495  |
| 1991 | 2.º | 4 775 051 | 25,3 / 100,0 | 4,4  | 19 298 / 66 308 | 1 733  |
| 1995 | 1.º | 7 820 392 | 35,3 / 100,0 | 10,0 | 24 772 / 65 869 | 5 474  |
| 1999 | 1.º | 7 334 135 | 34,4 / 100,0 | 0,9  | 24 623 / 65 201 | 149    |
| 2003 | 2.º | 7 875 762 | 34,3 / 100,0 | 0,1  | 23 615 / 65 510 | 1 008  |
| 2007 | 1.º | 7 916 075 | 35,6 / 100,0 | 1,3  | 23 348 / 66 131 | 267    |
| 2011 | 1.º | 8 476 138 | 37,5 / 100,0 | 1,9  | 26 507 / 68 230 | 3 159  |
| 2015 | 1.º | 6 057 767 | 27,1 / 100,0 | 10,4 | 22 750 / 67 611 | 3 757  |
| 2019 | 2.º | 5 163 360 | 22,7 / 100,0 | 4,4  | 20 325 / 67 515 | 2 362  |
| 2023 | 1.º | 7 054 887 | 31,5 / 100,0 | 8,8  | 23 412 / 67 152 | 3 030  |

## Fundações
Como a maioria de grandes partidos espanhóis, o PP conta com diversas fundações e organizações afins que desenvolvem tarefas de pesquisa teórica, cooperação internacional, documentação e análise, entre outras.
- FAES
- GEES
- Humanismo e Democracia

## Políticos atuais do Partido Popular
- Pablo Casado (Presidente)
- Mariano Rajoy (Ex-Primeiro Ministro)
- María Dolores de Cospedal (Secretária General)
- José María Aznar (Presidente da Honra)
- Soraya Sáenz de Santamaría (Ex-Vicepresidente do Goberno)
- Jesus Posada (Presidente do Congreso dos Deputados)
- Pío Garcia-Escudero (Presidente do Senado)
- Alfonso Alonso (Portavoz do Grupo Parlamentar Popular no Congreso dos Deputados)
- Ángel Garrido (Presidente da Comunidade de Madrid)
- Esperanza Aguirre (ex-Presidente da Comunidade de Madrid)
- Francisco Camps (ex-Presidente da Comunidade Valenciana)
- Juan Vicente Herrera (Presidente da Junta de Castela e Leão)
- José Ignacio Ceniceros (Presidente de La Rioja)
- Ramón Luis Valcárcel Siso (Presidente da Região de Múrcia)
- Juan José Imbroda (Presidente da Cidade Autónoma de Melilla)
- Juan Jesus Vivas (Presidente da Cidade Autónoma de Ceuta)
- Ana Botella (Ex-Presidente da Câmara Municipal de Madrid)
- Juan Ignacio Zoido (Presidente regional do partido na Andaluzia)
- Xavier García-Albiol (Presidente regional do partido na Catalunha).
- Jaime Mayor Oreja (Porta-voz no Parlamento Europeu)
- Alberto Nuñez Feijoo (Presidente da Xunta da Galiza)